# 烏爾拉衝突
38°19′N 26°45′E / 38.317°N 26.750°E
烏爾拉衝突是1919年－1922年希土戰爭時發生在烏爾拉（位於今日土耳其伊茲密爾省中央的一個行政區）的一系列衝突。希軍登陸伊茲密爾後，迅速推進並佔領了波爾諾瓦及卡爾舍亞卡。之後希軍推進到烏爾拉所在的卡拉布倫半島。根據1914年人口統計資料顯示，烏爾拉地區當時希臘人佔多數(24,711人)，而土耳其人則佔少數(9,321人)。

## 前奏
希臘部隊的出現，煽動了當地800名武裝希臘人去圍攻烏爾拉的土耳其村莊。庫斯楚萊（Kuşçular）、克路傑柯伊（Kızılcaköy）、德維德維西（Devederesi）等村莊遭洗劫與焚毀。此外，希軍一支埃夫佐尼連搭乘魚雷艇而來，在烏爾拉上岸，並開始佔領之。

## 衝突過程
當時，鄂圖曼第56師第173步兵團正駐紮在烏爾拉，指揮官是卡齊姆貝伊中校（Kazım Bey¹）。該團下轄100人，但多數分散在烏爾拉的周圍。襲擊發生時，卡齊姆貝伊僅有25名士兵及國家憲兵可直接調度。但他仍利用這25人打退了希臘非正規軍的進攻。當地土耳其人一聽到這些事情，便進入該鎮的武器庫並拿走了步槍和彈藥，並在西安納托利亞地區建立了第一支土耳其革命者部隊，下轄120人。這支民兵部隊隨後加入了卡齊姆貝伊的麾下。衝突從5月16日持續到17日。一艘希臘戰艦在烏爾拉碼頭下錨，並卸下更多希臘軍隊。來自士麥那的希軍在英國軍官陪同下，於5月17日晚間結束了當地的衝突。

## 後續發展
投降的土耳其士兵及國家憲兵被繳械及逮捕。另一方面那120名民兵多已撤退至安那托利亞內部。有人認為在烏爾拉的衝突標誌著，土耳其正規軍與非正規軍在1919年－1922年希土戰爭期間的第一次合作。

## 來源
- Oğuz Gülcan: BATI ANADOLU’DA KUVAYI MİLLİYENİN OLUŞUMU (1919–1920) （页面存档备份，存于）, Ankara Üniversitesi Türk İnkılap Tarihi Enstitüsü, 2007, pages 177-179 (Ankara University Open Archive System). （土耳其文）